# أكسليوس أول
أكسليوس أول (باليونانية: Ἀγησίλαος)هو ابن دورسوس والملك السادس لأسبرطة من سلالة أجيداي وأب أرخيلاوس الذي سيخلف الحكم من بعده.

## وصلات خارجية
- مولر، كارل أوتفريد تاريخ وآثار السلالة الدورية. (باللغة الإنجليزية)